# Alopias superciliosus
Lo squalo volpe occhione o squalo volpe occhiogrosso (Alopias superciliosus Lowe, 1840) è uno squalo lamniforme appartenente alla famiglia degli Alopiidae.
Deve sia il nome comune che il nome scientifico sia alla lunga pinna caudale (che ricordò ai primi osservatori della specie la coda di una volpe) che ai grandi occhi, che trovano posto in orbite che ne permettono la rotazione verso l'alto e sono sormontati da particolari solchi che partono dalla sommità del capo.
Si tratta di una delle poche specie di squalo moderno di cui siano stati reperiti resti fossili: essi sono stati rinvenuti nella regione di Hokuriku, in Giappone, e a questa specie appartengono probabilmente anche dei resti fossili ritrovati nel Mediterraneo.

## Tassonomia
La specie venne descritta per la prima volta dal biologo inglese Richard Thomas Lowe nel 1840, nei Proceedings of the Royal Society of London ed in seguito nelle Transactions of the Zoological Society of London (1849): la descrizione si basò su un esemplare catturato al largo di Madeira ed il nome scientifico della specie, superciliosus, venne scelto dallo scienziato per sottolineare la presenza di due caratteristici solchi al di sopra degli occhi, che sembravano appunto delle sopracciglia.

La descrizione effettuata da Lowe, tuttavia, cadde nel dimenticatoio e la specie venne classificata con altri nomi (come Alopias profundus Nakamura, 1935), finché negli anni quaranta venne fatta chiarezza e a prevalere fu, secondo le convenzioni scientifiche, il nome assegnato per primo in ordine cronologico.
L'analisi degli allozimi ha dimostrato che questo squalo è strettamente imparentato col congenere Alopias pelagicus, col quale forma un clade fratello rispetto al più basale Alopias vulpinus.

## Descrizione
Misura fino a 4,9 m di lunghezza, per un peso di 364 kg (dimensioni del più grande esemplare finora pescato, catturato in Nuova Zelanda nel febbraio 1981): la maggior parte degli esemplari, tuttavia, rimane al di sotto dei 4 m di lunghezza, per un peso di 160 kg.
La colorazione è di un caratteristico violetto-porpora con riflessi metallici sul dorso e bianco-grigiastro sul ventre: dopo la morte dell'animale, tuttavia, la colorazione perde i riflessi metallici e vira velocemente verso il grigio.

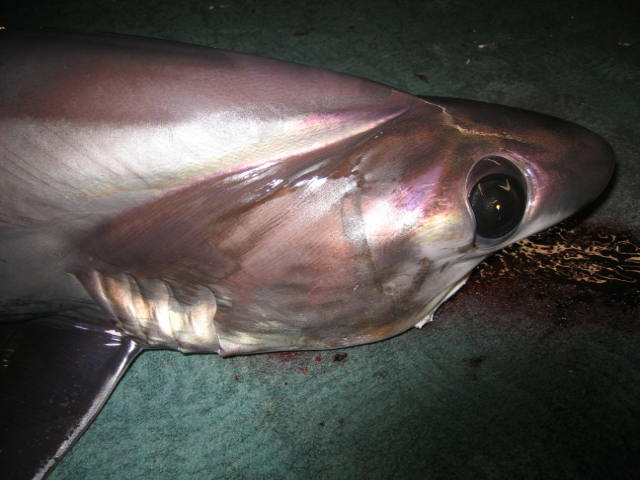
Profilo di A. superciliosus che evidenzia i grandi occhi ed i caratteristici solchi sopraoculari.

Il corpo appare fusiforme e molto idrodinamico, con muso abbastanza tozzo e di forma bulbosa nel quale trova posto una bocca con piccoli denti muniti di un'unica cuspide. I denti sono disposti in file di 19-24 nella mascella e 20-24 nella mandibola. Gli occhi sono molto grandi (fino a 10 cm di diametro) e sono leggermente più alti che larghi: l'orbita oculare si estende al di sotto dell'occhio, permettendo all'animale di guardare verso l'alto piuttosto che verso il basso. Al di sopra degli occhi passa un solco che passa anche al di sopra degli archi branchiali, dando l'impressione all'osservatore che la testa sia attraversata da una grossa cicatrice. Fra gli occhi ed il cervello è presente una rete mirabile di vasi sanguigni che consente all'animale uno scambio molto veloce di sangue e calore. Questa caratteristica è un adattamento allo stile di vita dell'animale, che lo porta a salire e scendere quotidianamente nella colonna d'acqua, al di sopra e al di sotto del termoclino: la rete mirabile gli consente di non risentire negativamente a livello degli occhi (fondamentali per la ricerca del cibo) dei continui sbalzi di pressione e specialmente di temperatura (anche 15-16 °C fra le acque profonde e quelle superficiali).

Come tutti gli alopidi, anche nello squalo volpe occhione è presente la caratteristica pinna caudale eterocerca estremamente allungata (quasi la metà della lunghezza totale dell'animale), che in questa specie appare però meno sottile e filiforme. Le pinne pettorali sono a forma di falce ma hanno la punta arrotondata, come nell'affine Alopias pelagicus: la prima pinna dorsale è posta in posizione abbastanza arretrata rispetto alle specie congeneri (quasi al livello delle pinne pelviche) e presente la base parzialmente libera in posizione posteriore.

## Biologia

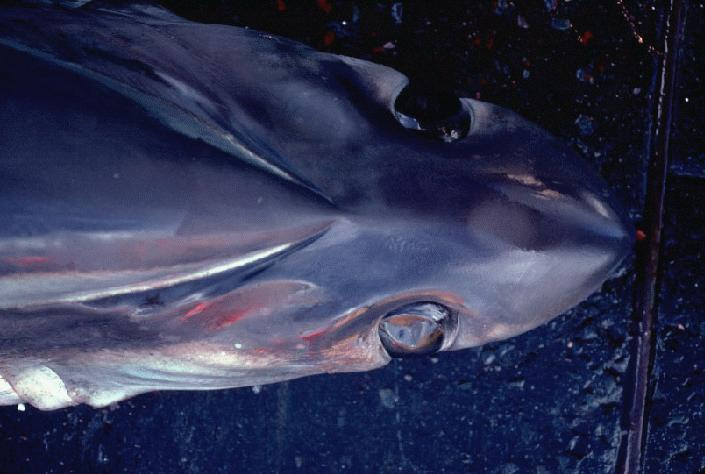
Vista superiore della testa di uno squalo vope occhione: notare i grandi occhi rivolti verso l'alto.

Lo squalo volpe occhione è un instancabile nuotatore, che solca gli oceani percorrendo lunghe distanze alla ricerca di cibo. Si tratta di una delle poche specie di squalo che compia migrazione verticale: mentre durante il giorno si muove a profondità comprese fra i 300 e i 500 m, al calare delle tenebre risale la colonna d'acqua risalendo a meno di 100 m di profondità, seguendo percorsi zigzaganti che li portano a lente risalite e veloci ridiscese. Con ogni probabilità, questa migrazione è correlata alla ricerca di cibo, che l'animale caccia guardando verso la superficie con gli occhi appositamente modificati, cercando di riconoscere le sagome delle potenziali prede che spiccano nella luce notturna.
Nonostante si tratti di un predatore specializzato, con pochi nemici in natura, lo squalo volpe occhione cade talvolta preda di altri squali di grosse dimensioni e dei grandi odontoceti, come l'orca. Esso inoltre risente della competizione per il cibo con la verdesca, in quanto la distribuzione delle due specie è caratterizzata da rapporto di proporzionalità inversa (dove abbondano le verdesche lo squalo volpe occhione è quasi assente e viceversa).

Questa specie viene inoltre parassitata a livello gastrointestinale dai cestodi del genere Litobothrium (che parassitano anche le specie congeneri) e a livello della pelle dai copepodi della specie Pagina tunica. Un esemplare venne inoltre osservato con una lampreda della specie Petromyzon marinus attaccata al corpo al livello della cloaca.
Non è ancora chiaro se questa specie sia o meno endoterma, come la congenere Alopias vulpinus (A. pelagicus non è invece in grado di mantenere la propria temperatura corporea costante): se da un lato, degli studi effettuati all'inizio degli anni settanta evidenziarono che la temperatura muscolare risultava più alta di quella ambientale di un valore compreso fra gli 1,8 e i 4,3 gradi centigradi, studi più recenti hanno messo in evidenza che sebbene la muscolatura striata di A. superciliosus sia in grado di generare calore con respirazione aerobica, essa è posta troppo in superficie perché il calore prodotto non si dissipi. Inoltre, in questa specie è assente la rete mirabile che invece è riscontrabile nel tronco di A. vulpinus.

### Alimentazione
Rispetto alle specie congeneri, lo squalo volpe occhione possiede denti di maggiori dimensioni, e ciò gli consente di nutrirsi di una gamma di prede più vasta: fra le specie che costituiscono il cibo di questo animale, vi sono i piccoli pesci pelagici che formano banchi, come l'aringa e lo sgombro, così come alcune specie di maggiori dimensioni come sauri e giovani marlin e addirittura pesci bentonici come merlani, musdee e naselli. Questa specie si nutre inoltre di varie specie di calamari delle famiglie Lycoteuthidae ed Ommastrephidae, e forse anche di grossi granchi. Nel Mar Mediterraneo, la specie nella massima parte dei casi viene osservata in associazione con specie come il tombarello, il che lascia supporre che l'estrema mobilità di questi animali sia correlata allo spostamento delle prede.
Per cacciare, questa specie, similmente alle congeneri, stordisce le proprie prede con precisi fendenti della lunga coda, per poi nutrirsene.

### Riproduzione
Come gli altri lamniformi, questi animali mostrano ovoviviparità: la femmina tende a partorire due piccoli per volta (uno per utero), sebbene in rari casi il numero di piccoli possa essere di uno, tre o quattro. Il ritrovamento di femmine gravide in tutti i periodi dell'anno lascia intendere che non c'è un periodo riproduttivo preciso, ma l'accoppiamento può avvenire in qualsiasi periodo dell'anno.

La durata precisa della gravidanza è sconosciuta: tuttavia si ritiene che, similmente al congenere Alopias vulpinus, la gestazione duri poco meno di un anno. I piccoli inizialmente si cibano del proprio sacco vitellino: quando questo si esaurisce, essi vengono nutriti dalla femmina con uova non fecondate, comportamento questo noto anche in altre specie di squalo e conosciuto come ovofagia. A differenza delle altre specie di alopidi, nello squalo volpe occhione i piccoli nell'utero sono ricoperti da un sottile strato di epitelio che impedisce loro di danneggiare le pareti uterine materne con la pelle assai ruvida.
I piccoli appena nati sono una copia in miniatura (con occhi e teste in proporzione più grandi) dell'adulto: essi stupiscono per le grandi dimensioni (fino a 140 cm, quasi la metà dell'adulto, anche se bisogna tener conto della coda, lunga quanto il corpo). La maturità sessuale viene raggiunta fra i 9 e i 10 anni dai maschi (2,7-2,9 m di lunghezza), mentre le femmine sono più tardive e maturano completamente fra i 12 e i 14 anni (3,3-3,6 m di lunghezza).

La speranza di vita di questa specie si ritiene che si aggiri attorno ai 19 anni per i maschi e poco più per le femmine.

## Distribuzione e habitat

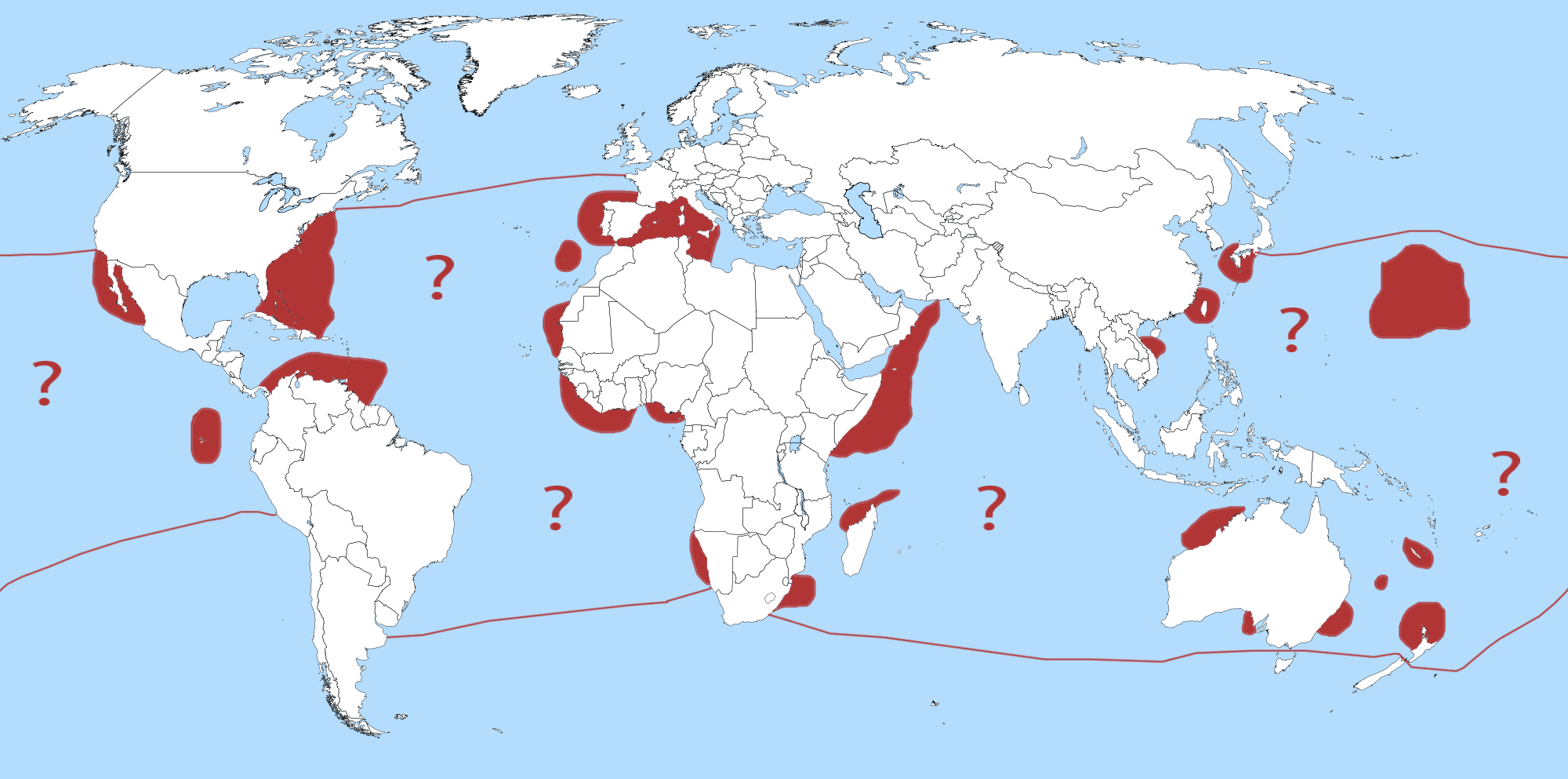
Distribuzione di Alopias superciliosus: in rosso le aree dove la specie è comune. I punti interrogativi indicano le aree dove vi sono ritrovamenti sporadici.

Si tratta di una specie a distribuzione circumtropicale: la si trova nell'Atlantico (da New York al Venezuela ed in Brasile meridionale e ad est dal Portogallo alla Sierra Leone e in Angola), nell'Oceano Indiano occidentale (Sudafrica, Madagascar e Mare Arabico), nel Pacifico (Giappone meridionale, Taiwan, Nuova Caledonia, Australia orientale e Nuova Zelanda ad ovest, Golfo di California e Galápagos a est).

Nel Mar Mediterraneo la specie può essere avvistata dallo stretto di Gibilterra al Canale di Sicilia.
Le varie popolazioni sono molto mobili (un individuo marcato venne osservato migrare per 2767 km dalle acque antistanti la baia di New York al Golfo del Messico), e recenti analisi del DNA mitocondriale hanno dimostrato che fra di esse sussiste una certa diversità genetica.
Questa specie è diffusa nelle aree a ridosso della piattaforma continentale e nella zona pelagica, sebbene sia possibile osservarla anche in acque meno profonde: sebbene preferisca le acque temperate (16-25 °C), può spingersi fino a 723 m di profondità, dove la temperatura si aggira attorno ai 5 °C.

## Rapporti con l'uomo

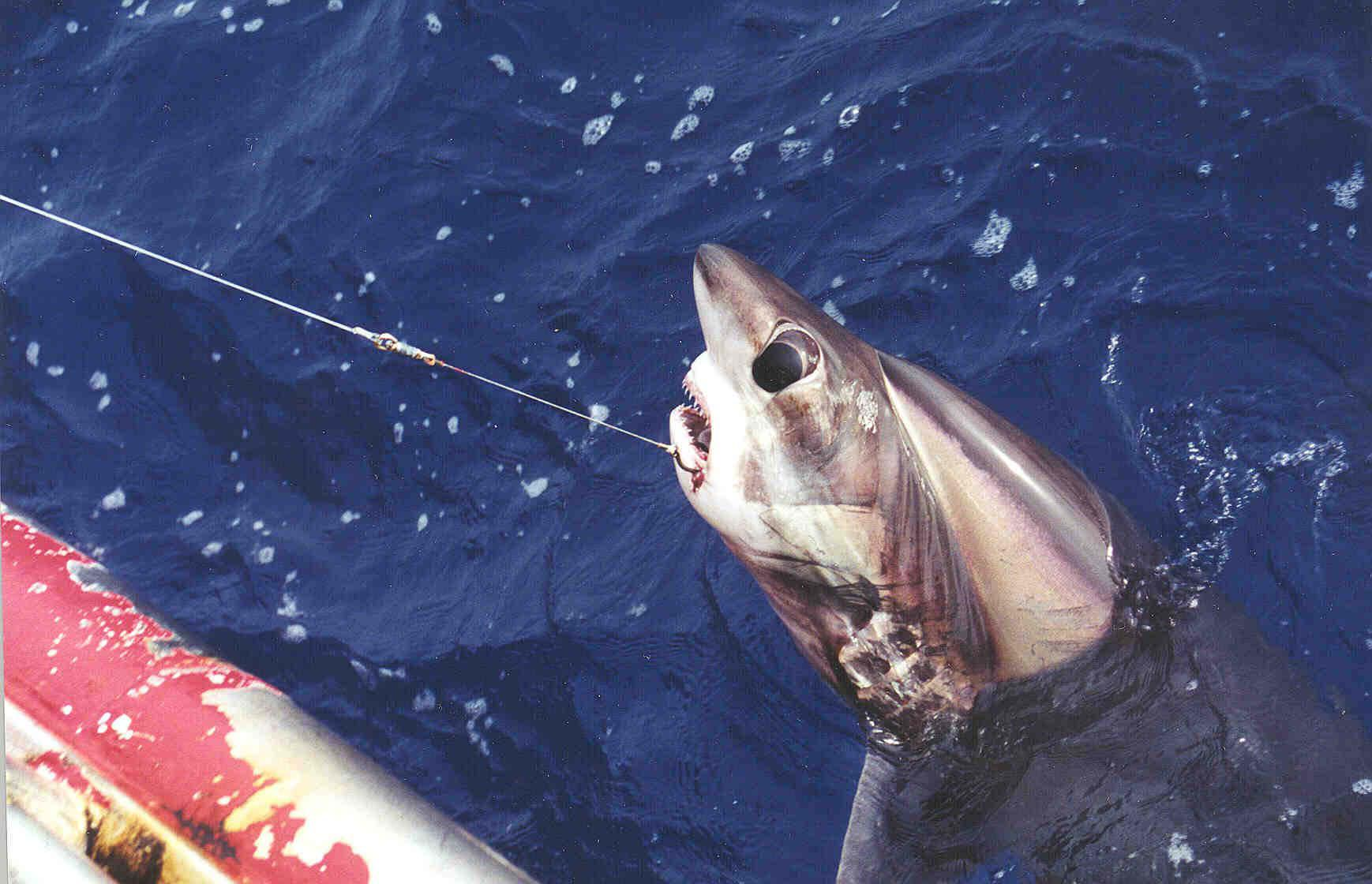
A. superciliosus catturato accidentalmente con un palamito.

Lo squalo volpe occhione è un animale schivo e considerando che abita acque profonde risulta piuttosto difficile da incontrare in acqua, dove peraltro non costituisce un pericolo in quanto le dimensioni, la conformazione dei denti e la dieta fanno sì che l'uomo non venga considerato una potenziale preda per questi animali.
La specie viene pescata accidentalmente o intenzionalmente in numerosi paesi: essa costituisce circa il 10% del pescato mondiale (considerando unicamente gli squali pelagici), con punte del 20% a Cuba e Taiwan, dove la si cattura di notte utilizzando luci chimiche come esca. La carne viene commercializzata sia fresca che affumicata o salata, la pelle viene utilizzata per ricavarne cuoio, l'olio del fegato in cosmetica e farmaceutica: sono tuttavia le pinne, utilizzate nella zuppa, ad avere il più alto valore commerciale.

La maggior parte delle catture avviene tuttavia accidentalmente, ad esempio sui palamiti. In alcuni paesi (come Stati Uniti, Sudafrica e Nuova Zelanda), la specie rappresenta un'ambita preda per i pescatori sportivi.
Se a tutte queste fonti di pericolo si aggiunge la natalità piuttosto bassa di questi animali (ogni femmina difficilmente mette al mondo più di 20 piccoli in tutta la sua vita), diventa chiaro come mai la specie venga classificata come "vulnerabile" dall'IUCN.